# 谷村有美のそれなりに+
谷村有美 それなりに+（たにむらゆみ それなりにプラス）は、シンガーソングライターの谷村有美がパーソナリティをつとめる日本のラジオ番組。通称「それなり」。
2005年10月3日から2019年9月30日までミュージックバード for COMMUNITY系列の全国のコミュニティ放送局数局で同時ネット放送されていた。

## 概要
『谷村有美のそれなりに月曜日』の後身番組『谷村有美のそれなりに+（たにむらゆみのそれなりにプラス）』として開始し、放送時間変更にともなって現タイトルに変更。パーソナリティの谷村が生放送でトークを繰り広げるほか、自身の選曲による音楽を紹介する。

## 放送時間
- 毎週月曜 20時00分 - 20時55分（2009年4月 - 2019年9月）
  - 2005年10月 - 2009年3月 毎週月曜 21時00分 - 22時00分

## タイムテーブル
（2006年12月時点）
- 21:00-21:10 オープニング・音楽
- 21:10-21:40 トーク・リスナーメッセージ・音楽
- 21:40-21:50 「それなりゆみじえん」・音楽
- 21:50-22:00 リスナーメッセージ・音楽・エンディング

### コーナー詳細
それなりゆみじえん
毎週、1つのテーマに沿って、トークを繰り広げていく。

## その他
- 2019年9月より、会員制ファンコミュニティサービス「fanicon」を利用した会員制ファンサイト「谷村有美のおしゃべりカフェ」を開設[2]、コンテンツの1つとして「それなりにプラスα」というタイトルの音声番組配信を行っている[3][4]。配信時間は時期やイベントによって異なる場合もあるが、主に「それなりに+」を放送していた月曜20時台である[4]。